# Miejski Zakład Energetyki Cieplnej Świdnica
Miejski Zakład Energetyki Cieplnej w Świdnicy Sp. z o.o. – spółka komunalna świadcząca usługi ciepłownicze dla mieszkańców i firm miasta Świdnica. MZEC Świdnica jest producentem energii cieplnej dla potrzeb miasta. Eksploatuje także kotłownie w Marcinowicach i Pszennie

## Historia
Historia MZEC Świdnica sięga lat 60. XX wieku kiedy to powstał system ciepłowniczy, wskutek oddania do eksploatacji ciepłowni osiedlowej przy zbiegu ulic Sikorskiego i Zamenhofa, ogrzewającej za pośrednictwem sieci ciepłowniczej pierwsze budynki nowo powstającego Osiedla Młodych. W miarę rozbudowy Osiedla Młodych i sieci zaistniała konieczność rozbudowy źródła. W czerwcu 1973 roku wybudowano i oddano do użytku do użytku nową ciepłownię. Kotłownie i ciepłownie miejskie należały wtedy pod jurysdykcję Miejskiego Zarządu Budynków Mieszkalnych. W 1976 roku utworzono Wojewódzkie Przedsiębiorstwo Energetyki Cieplnej w Wałbrzychu w skład, którego wszedł Oddział Energetyki Cieplnej w Świdnicy. W 1984 roku po zapadnięciu decyzji o budowie Osiedla Zawiszów WPEC rozpatrywał budowę nowej ciepłowni na nowo powstającym osiedlu. Ostatecznie nową ciepłownię uruchomiono na jesień 1986 roku. W styczniu 1993 roku, w wyniku prywatyzacji i transformacji gospodarki, zlikwidowano Wojewódzkie Przedsiębiorstwo Energetyki Cieplnej w Wałbrzychu. Powołano natomiast, po wyłączeniu zakładu świdnickiego ze struktur likwidowanego przedsiębiorstwa, Miejski Zakład Energetyki Cieplnej w Świdnicy. MZEC w początkowym okresie działał jako zakład budżetowy.

## Stan obecny
Miejski Zakład Energetyki Cieplnej w Świdnicy jest producentem ciepła i energii która dociera do ponad 22 tysięcy mieszkańców miasta. Zaopatruje w ciepło również liczne zakłady przemysłowe, szkoły, placówki kulturalne, usługowe. MZEC dostarcza odbiorcom ciepło w postaci gorącej wody o temperaturze od 65 stopni Celsjusza do 135 stopni Celsjusza. MZEC zaopatruje w ciepło ponad 40% ogółu mieszkań i podmiotów gospodarczych w Świdnicy. Ciepło jest produkowane w 3 ciepłowniach a mianowicie przy ul. Pogodnej, Bohaterów Getta i Saperów. W skład MZEC wchodzi też sieć ciepłownicza którą zakład zarządza i eksploatuje, a także kotłownie lokalne których łącznie jest 15 sztuk. Głównie opalane one są gazem ziemnym. W 2012 roku zmodernizowano ostatnie kotłownie opalane węglem typu eco-groszek. Obecnie wszystkie kotłownie opalane są gazem ziemnym. Obsługuje także 14 kotłowni gazowych na zlecenie innych podmiotów.

## Ciepłownia Zawiszów
Ciepłownia ta została oddana do eksploatacji w 1986 roku. Obecnie jest ona przestarzała i wymaga modernizacji. Moc ciepłowni wynosi 58,19 MW. W jej skład wchodzą dwa kotły. W latach 1994–1995 zautomatyzowano kotły oraz obiegi wodne ciepłowni. Budynek ciepłowni jest przystosowany do potrojenia mocy zainstalowanej. Ciepłownia wytwarza ciepło ogrzewcze oraz ciepło na potrzeby ogrzania wody.
W 2005 roku jeden z kotłów K-3 został zmodernizowany w technologii ścian szczelnych.
Wymieniono stary system automatyki na nowocześniejszy oparty na sterownikach PLC.

## Ciepłownia Zarzecze
Obecnie (2015 rok) w trakcie likwidacji.
Ciepłownia ta składa się z 5 kotłów o łącznej mocy 58,19 MW. Kotły te zostały zainstalowane w latach 1975–1978. Ciepłownia zasila duże firmy takie jak Świdnicka Fabryka Pomp, Zakłady Elektroniki Samochodowej Elmot czy też Szkołę Podstawową i Osiedle Zarzecze.
MZEC na swojej stronie podaje (wrzesień 2007), że Zarzecze posiada cztery kotły WR-10, o łącznej mocy 46,52 MW.
Rok 2008 to demontaż jednego kotła WR-10 (Nr 5) i postawienie w jego miejscu kotła KTM-500 dla potrzeb DOLMEBU w okresie letnim.

## Ciepłownia Sikorskiego
W jej miejscu wybudowana jest obecnie "BIEDRONKA".
Jest to przestarzała konstrukcyjnie i w złym stanie technicznym. Używana jest w okresie letnim dla potrzeb produkcji ciepłej wody. Została oddana do użytku w 1973 roku i posiada 4 kotły o łącznej mocy 11,6 MW. Tylko jeden z nich jest sprawny i dopuszczony do użytkowania. Ciepłownia posiada emisję spalin nie odpowiadającym normom. Ciepłowni już nie ma.

## Sieć ciepłownicza
Sieć ciepłownicza w mieście Świdnica posiada łączną długość około 50 km. Jej stan techniczny jest różny. Na Osiedlu Młodych, gdzie wiek sieci sięga 30 lat nadaje się ona do wymiany z racji znacznego skorodowania rur. Natomiast na Osiedlu Zarzecze stan tej sieci jest dobry.